# Lophaster tenuis
Lophaster tenuis is een zeester uit de familie Solasteridae.
De wetenschappelijke naam van de soort werd in 1920 gepubliceerd door René Koehler.